# Käppele (Würzburg)

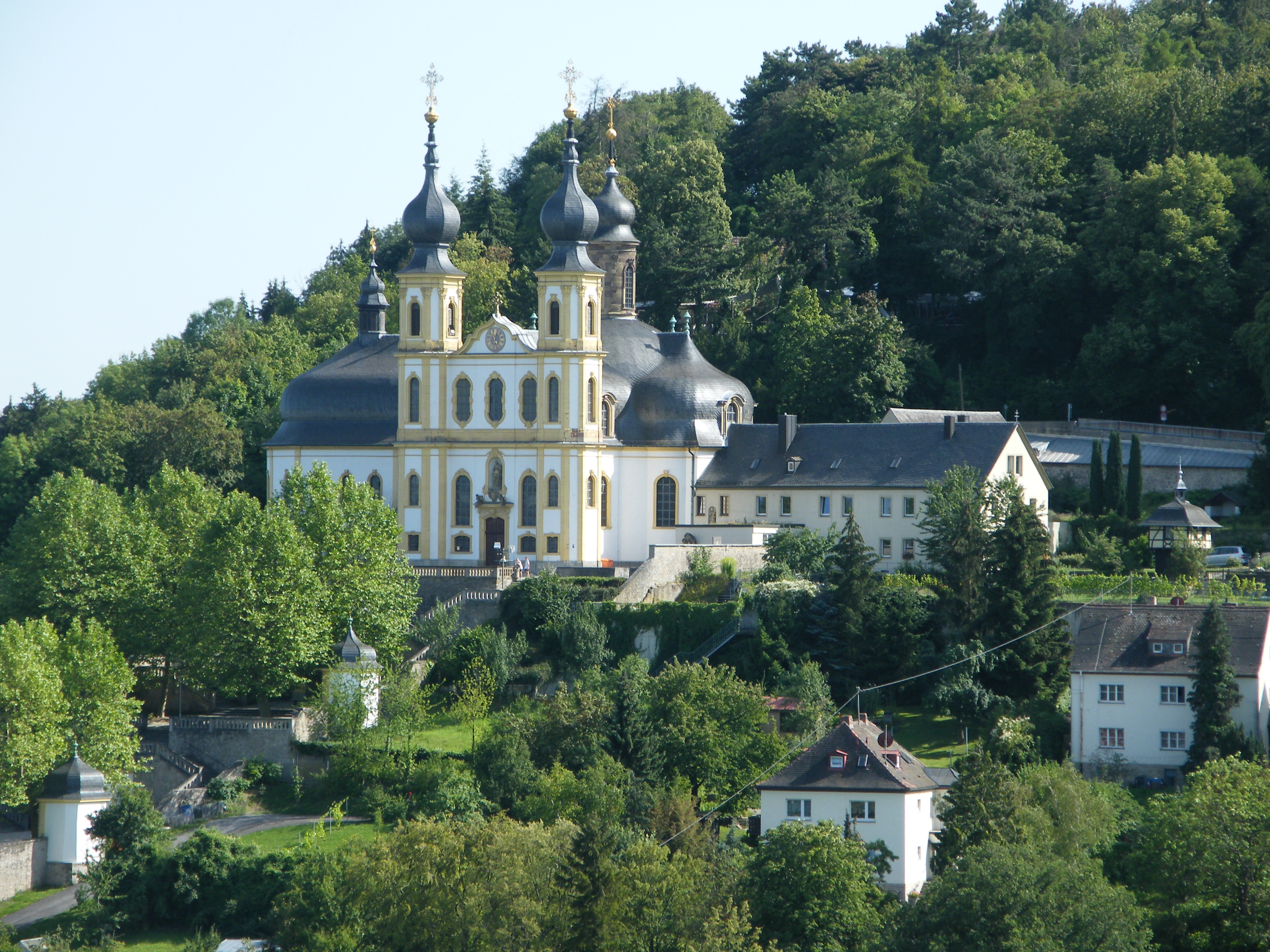
Käppele von der Festung Marienberg aus gesehen

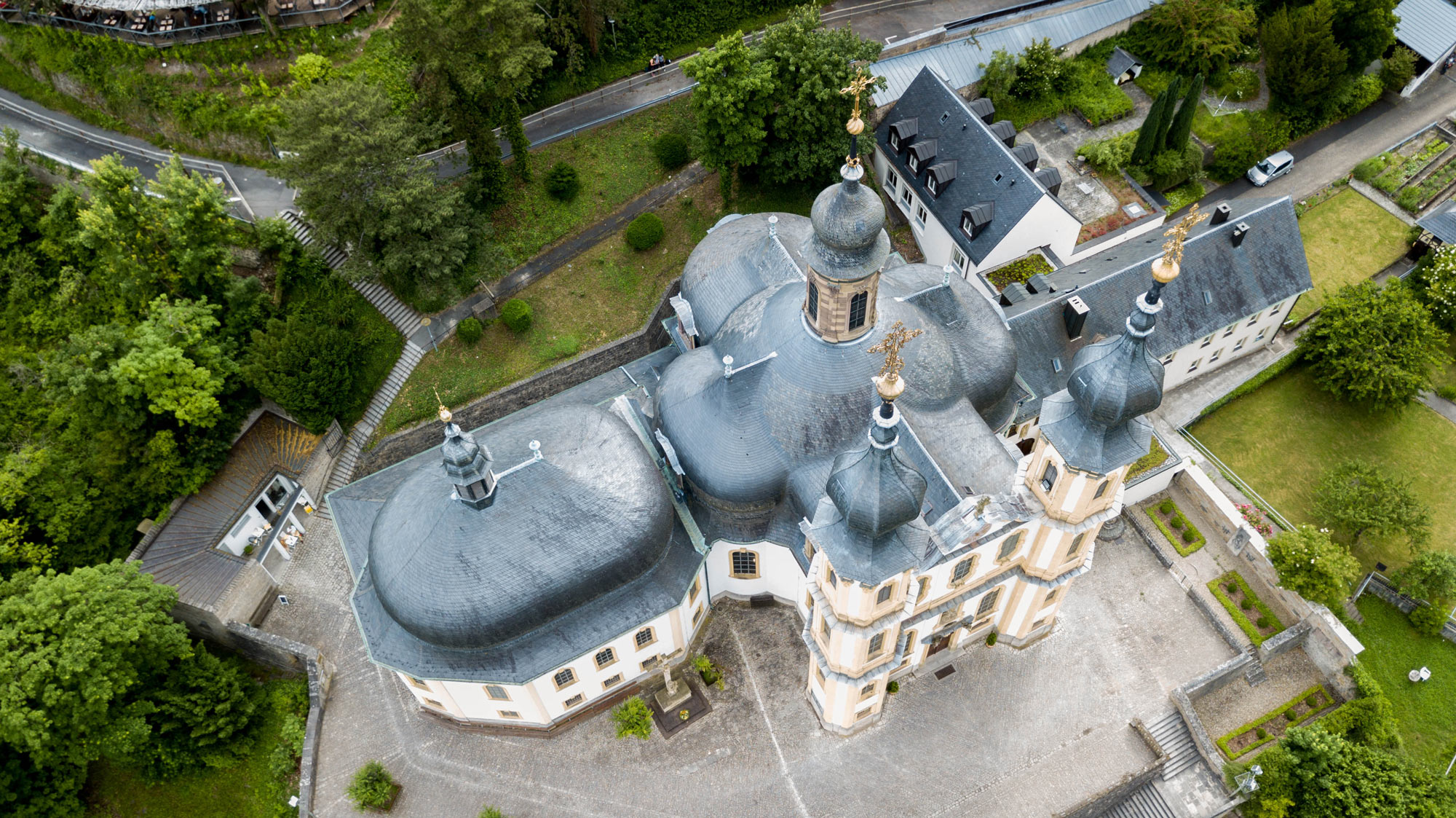
Luftbildaufnahme

Grundriss der Kapelle

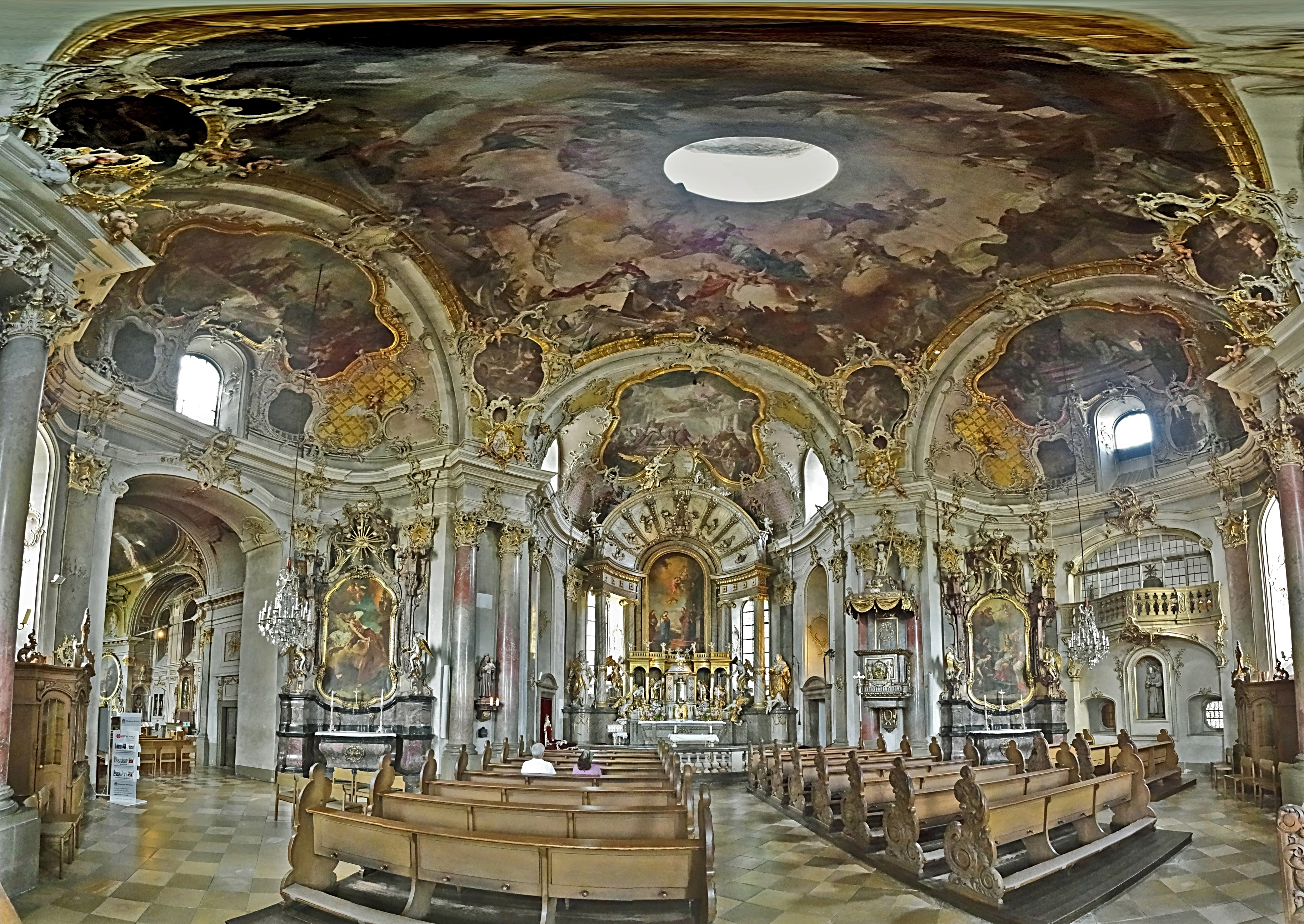
Innenraum-Panorama der Wallfahrtskirche

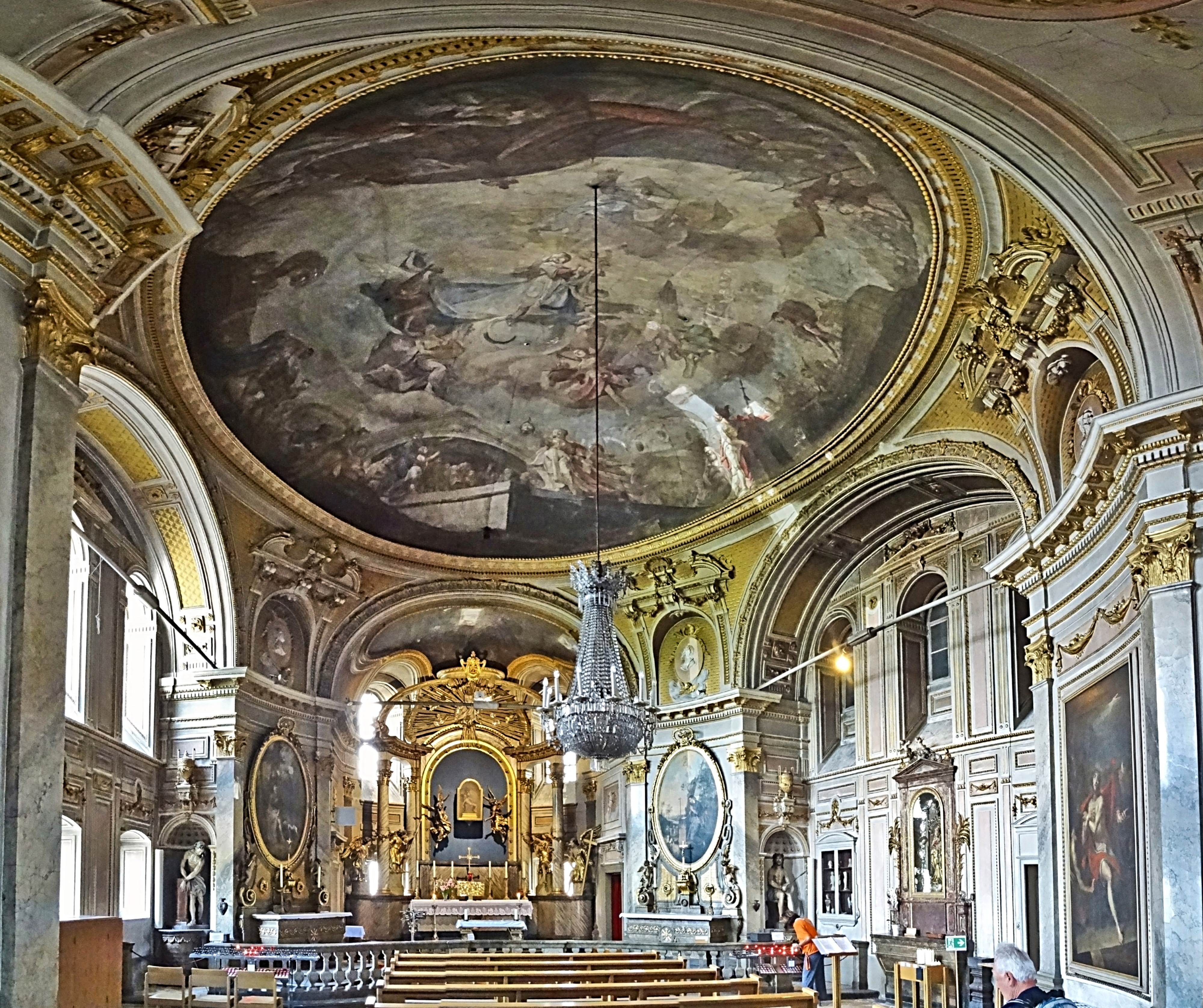
Innenraum-Panorama der Gnadenkapelle

Käppele ist der volkstümliche Name der Wallfahrtskirche Mariä Heimsuchung auf dem Nikolausberg in Würzburg.

## Geschichte

### Bau
Nach Plänen von Balthasar Neumann wurde 1748 bis 1750 quer vor die alte Gnadenkapelle die Wallfahrtskirche mit den zwei achteckigen Fassadentürmen gebaut, wobei er sich bei der Gestaltung des Äußeren wohl von dem wölbungsreichen Umriss der von Antonio Petrini 1691 fertiggestellten Kirche Stift Haug leiten ließ. Die ehemals kleine Holzkapelle ging auf einen Bildstock zurück, der 1640 von einem Mainfischer in seinem Weinberg während des Dreißigjährigen Krieges aufgestellt wurde. Der Bildstock enthielt eine Darstellung der schmerzvollen Mutter mit dem toten Jesus auf dem Schoß (Vesperbild). Um 1653 entstand eine erste kleine Kapelle, die laufend erweitert wurde. Diese Gnadenkapelle wurde von 1778 bis 1781 in den Neubau der Wallfahrtskirche integriert. Die Konsekration der Kirche erfolgte erst 1824 durch Bischof Adam Friedrich Groß zu Trockau.
Am Ende des Zweiten Weltkriegs blieb die Kapelle zweimal vor der Zerstörung verschont. Beim Bombenangriff auf Würzburg am 16. März 1945 wurde die Kirche durch ein halbes Dutzend Phosphorbrandbomben getroffen, die Feuer konnten gelöscht werden, und als Schaden blieb ein Loch im Kirchendach über der Orgel. Einem Befehl der SS vom 4. April 1945, das links des Maines gelegene Käppele von der rechten Seite des Maines aus durch umfunktionierte Flakgeschütze vorsorglich zu zerstören, verweigerte sich der Gefreite Ludwig Herrmann aus Geldersheim hartnäckig und täuschte einen Munitionsmangel vor. Damit bewahrte er das Käppele vor der vollständigen Zerstörung. Vier Tage später, am 8. April 1945, trug ein Geistlicher ein zwei Wochen zuvor zur Sicherheit vergrabenes Gnadenbild aus dem Käppele mit einer kleinen Schar Gläubiger wieder zurück an seinen Platz.

### Wallfahrt
Die sich während des Dreißigjährigen Krieges entwickelnde Wallfahrt zur Schmerzensmutter wurde seit 1749 von den Kapuzinern betreut, deren Konvent sich im 1748 errichteten Hospiz befand. Nach der Aufhebung des Kapuzinerklosters in der Würzburger Innenstadt (Kapuzinerstraße) nach der Säkularisation von 1803 konnte das Hospiz weiterbestehen. Um die Mitte des 19. Jahrhunderts trafen sich dort auch die Mitglieder einer Allerseelenbruderschaft und die einer Bruderschaft zur schmerzhaften Mutter Gottes. Die Wallfahrt wurde weiterhin von den Kapuzinern betreut und das zeitweilig verwaiste Hospiz ab 1836 wieder mit Kapuzinern besetzt. Am 19. Oktober 2014 haben die Kapuziner nach 260 Jahren das Kloster verlassen, nachdem dies im März des Jahres bereits angekündigt worden war.

### Inneres
Die Deckenfresken in der Kapelle zeigen das Motiv der Kreuzabnahme und Maria als apokalyptische Frau (Offenbarung 12,1–5 ). Sie wurden 1781 von dem bayrischen Maler Matthäus Günther geschaffen.
Der Altar der alten Gnadenkapelle birgt noch die originale Pietà aus der Zeit um 1640.

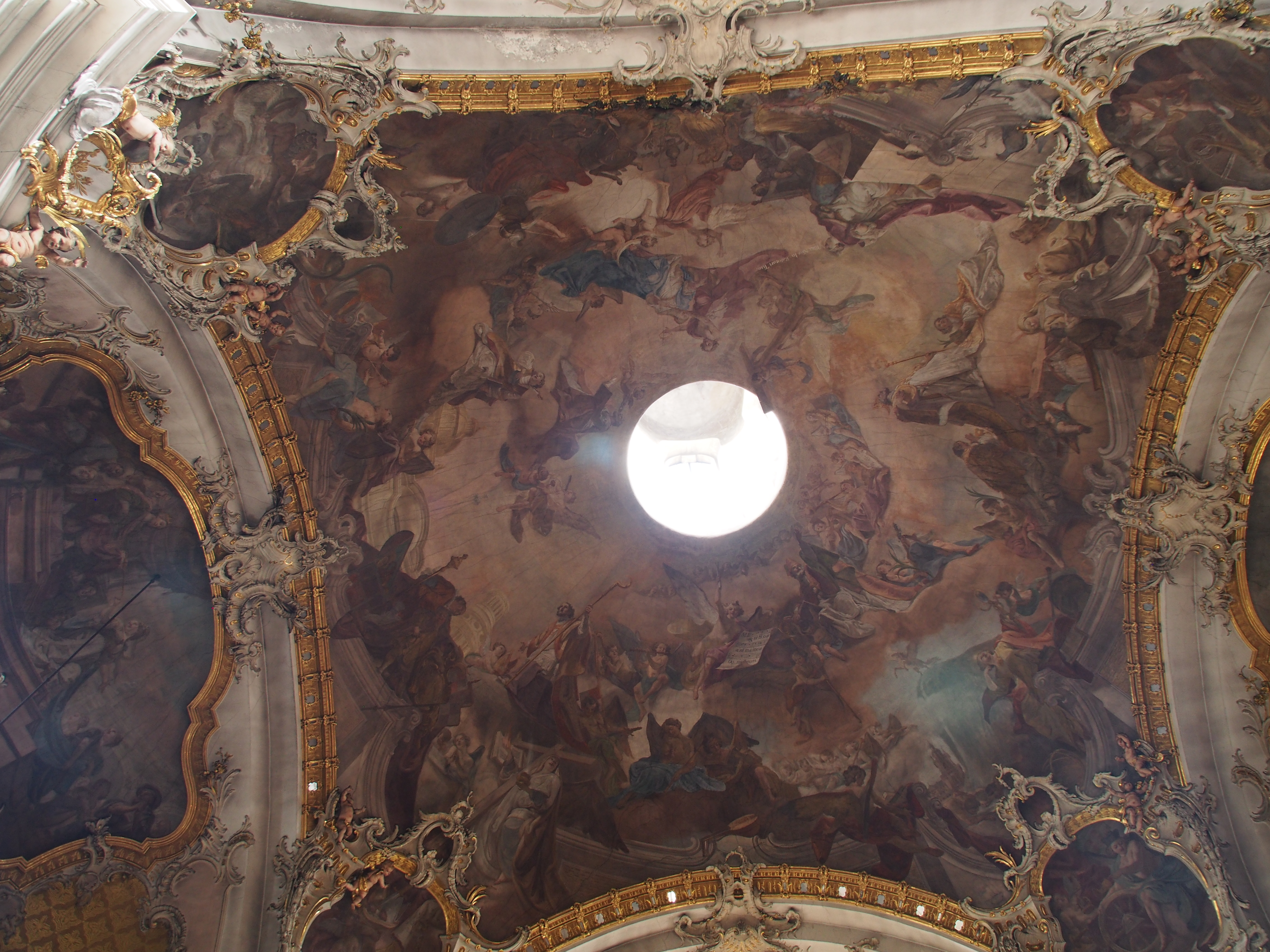
Deckenfresko im Chor der Kapelle
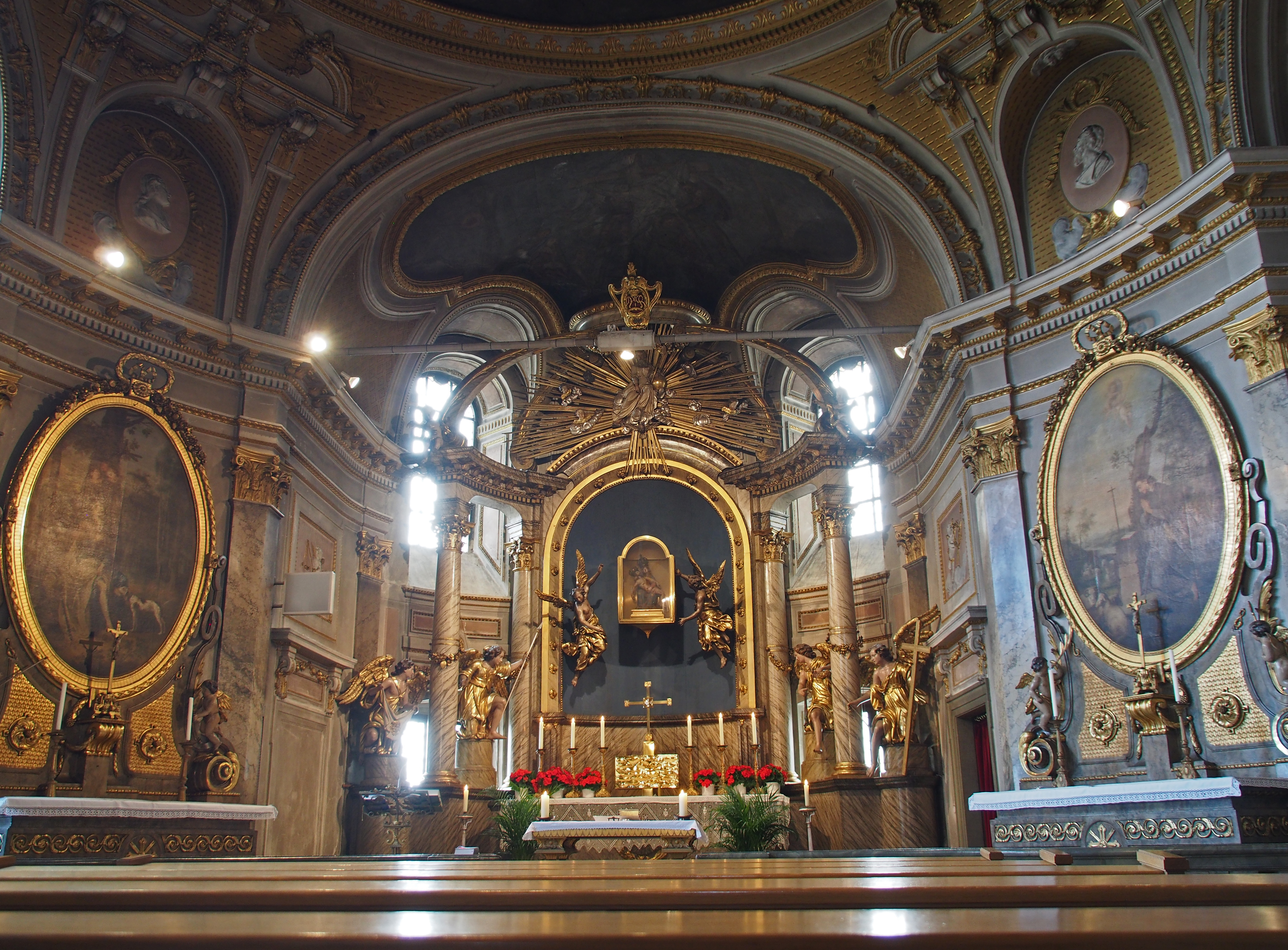
Alte Gnadenkapelle mit Pietà

## Orgel
Die Orgel des Käppele wurde 1991 durch den Hardheimer Orgelbau Vleugels in den historischen Orgelprospekt aus dem Jahr 1750 eingebaut. Dieses Gehäuse stammt wie das nicht mehr erhaltene Werk aus der Werkstatt von Johann Christian Köhler. Die neue bzw. rekonstruierte Disposition ist fast identisch mit der Köhlers. Das rein mechanische Instrument hat 31 Register auf zwei Manualen und Pedal. Auffallend sind die vielen Nebenregister. Die Windversorgung erfolgt über vier Keilbälge.
| I Hauptwerk C–f3 |                 |       |
| 1.               | Principal       | 8′    |
| 2.               | Rohrflöten      | 8′    |
| 3.               | Viola di Gamba  | 8′    |
| 4.               | Solicional      | 8′    |
| 5.               | Octava          | 4′    |
| 6.               | Flauto Italiano | 4′    |
| 7.               | Spitzflöten     | 4′    |
| 8.               | Sesquialtera II | 2 ⁄3′ |
| 9.               | Superoctava     | 2′    |
| 10.              | Mixtur V        | 2′    |
| 11.              | Fagotto         | 8′    |
| 12.              | Trompetta B/D   | 8′    |

| II Positiv C–f3 |                      |        |
| 13.             | Gedackt              | 8′     |
| 14.             | Fugara               | 8′     |
| 15.             | Piffara              | 8′     |
| 16.             | Principal            | 4′     |
| 17.             | Flauto di Amore      | 4′     |
| 18.             | Quinta               | 2 ⁄3′  |
| 19.             | Octava               | 2′     |
| 20.             | Flacionet            | 2′     |
| 21.             | Terz                 | 1 3⁄5′ |
| 22.             | Mixtur IV            | 1′     |
| 23.             | Krummhorn            | 8′     |
| 24.             | Vox humana           | 8′     |
|                 | Glockenspiel (ab c0) |        |
|                 | Tremulant            |        |

| Pedal C–d1 |               |        |
| 25.        | Subbass       | 16′    |
| 26.        | Principalbass | 8′     |
| 27.        | Violonbass    | 8′     |
| 28.        | Quintbass     | 5 1⁄3′ |
| 29.        | Octavbass     | 4′     |
| 30.        | Mixturbass IV | 2′     |
| 31.        | Posaunbass    | 16′    |

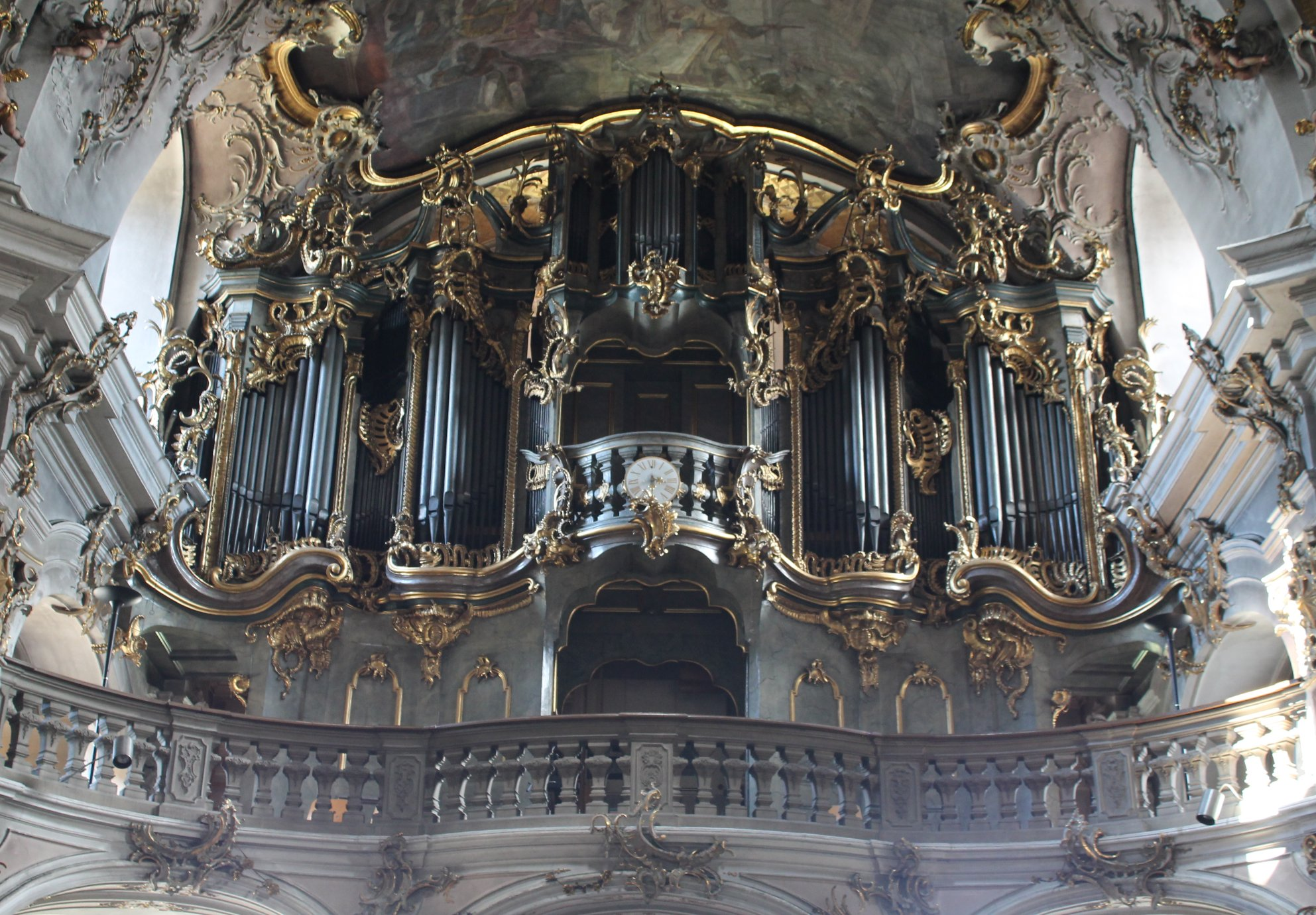
Orgel

- Koppeln: Manualkoppel als Schiebekoppel, Pedalkoppeln
- Nebenregister: Nachtigall (Vogelsang), Kuckuck, Pauke

Eine sehr ausführliche und gründliche Dokumentation über den denkmalpflegerischen Befund und die Rekonstruktion der Köhler-Orgel ist nachzulesen auf der Website des Käppele.

## Glocken
Das Hauptgeläut ist ein Durgeläut mit den Tönen f1, g1, a1 und c2. Die Glockengießerei Klaus in Heidingsfeld goss sie im Jahr 1929. Glocke 1 und 4 hängen auf dem Ostturm, Glocke 2 und 3 auf dem Westturm. Im Dachreiter hängen zwei weitere Glocken des 18. Jahrhunderts mit den Tönen gis2 und h2.

## Stationsweg

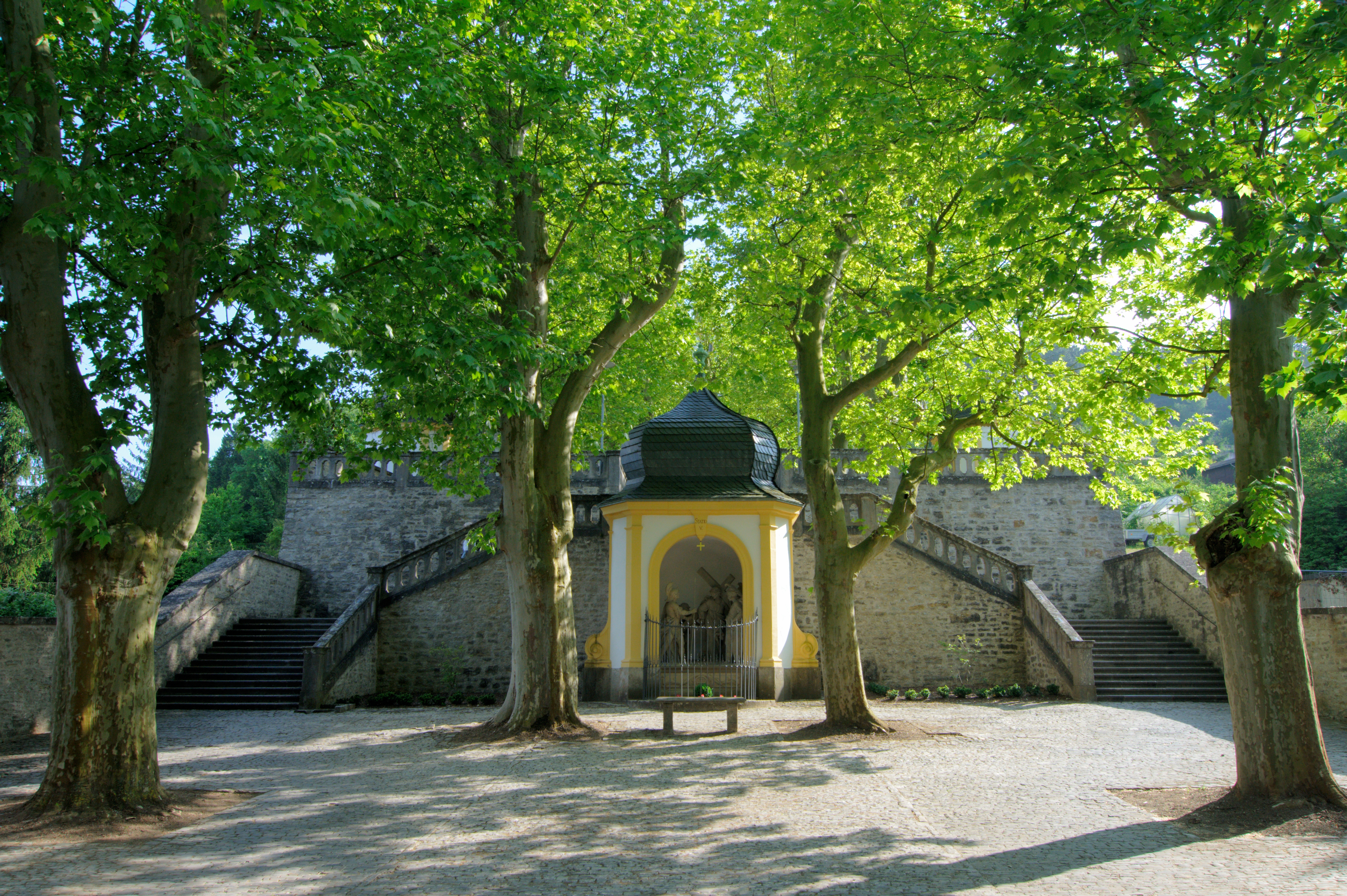
Station des Kreuzweges

Zum Käppele führt ein Treppenaufgang mit („je nach Zählung“) 247 bzw. 265 Stufen, der, in halber Höhe vom Mainufer aus gesehen, von 1761 bis 1799 als Kreuzweg errichtet wurde. Die Kreuzwegstationen mit den Treppenanlagen wurden von Oktober 2002 bis Oktober 2006 für 4,4 Millionen Euro saniert. Der Stationsweg ist der größte seiner Art in Deutschland. Er ist in Gestalt von gepflasterten Terrassen angelegt, auf denen große Platanen Schatten spenden. Eine symmetrische Treppenanlage führt jeweils von einer Terrasse zur nächsthöheren.
Das Ensemble aus Kirche und Kreuzweg, eingebettet in die Weinbergslandschaft, gilt als ein bedeutendes Kleinod des Spätbarock. Das Käppele ist eine der wenigen Kirchen in der Stadt, die den Bombenangriff auf Würzburg am 16. März 1945 ohne größere Schäden überstanden haben.

Kreuzwegstationen zum Würzburger Käppele (Auswahl)
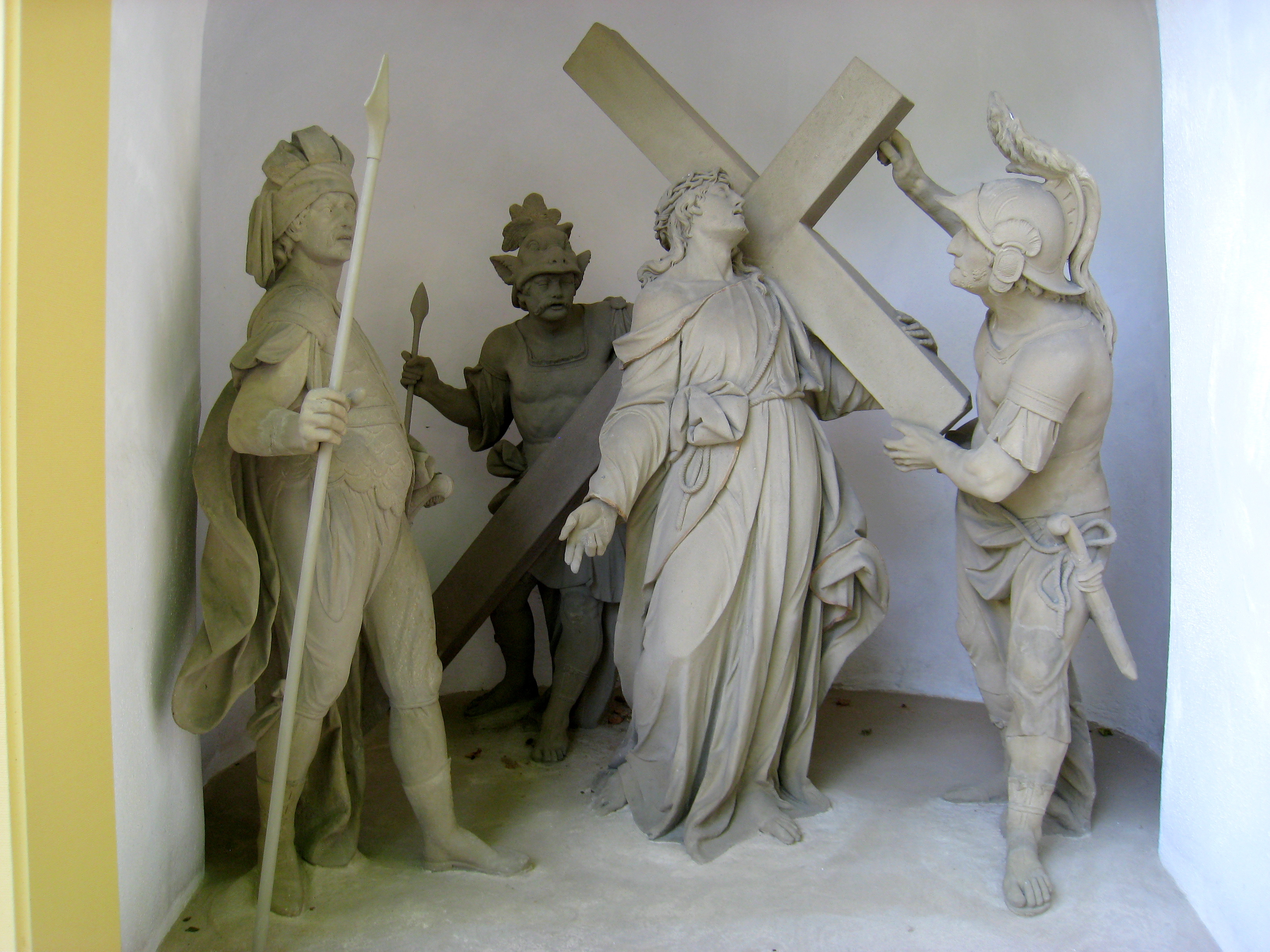
II. Jesus nimmt das schwere Kreuz auf seine Schulter
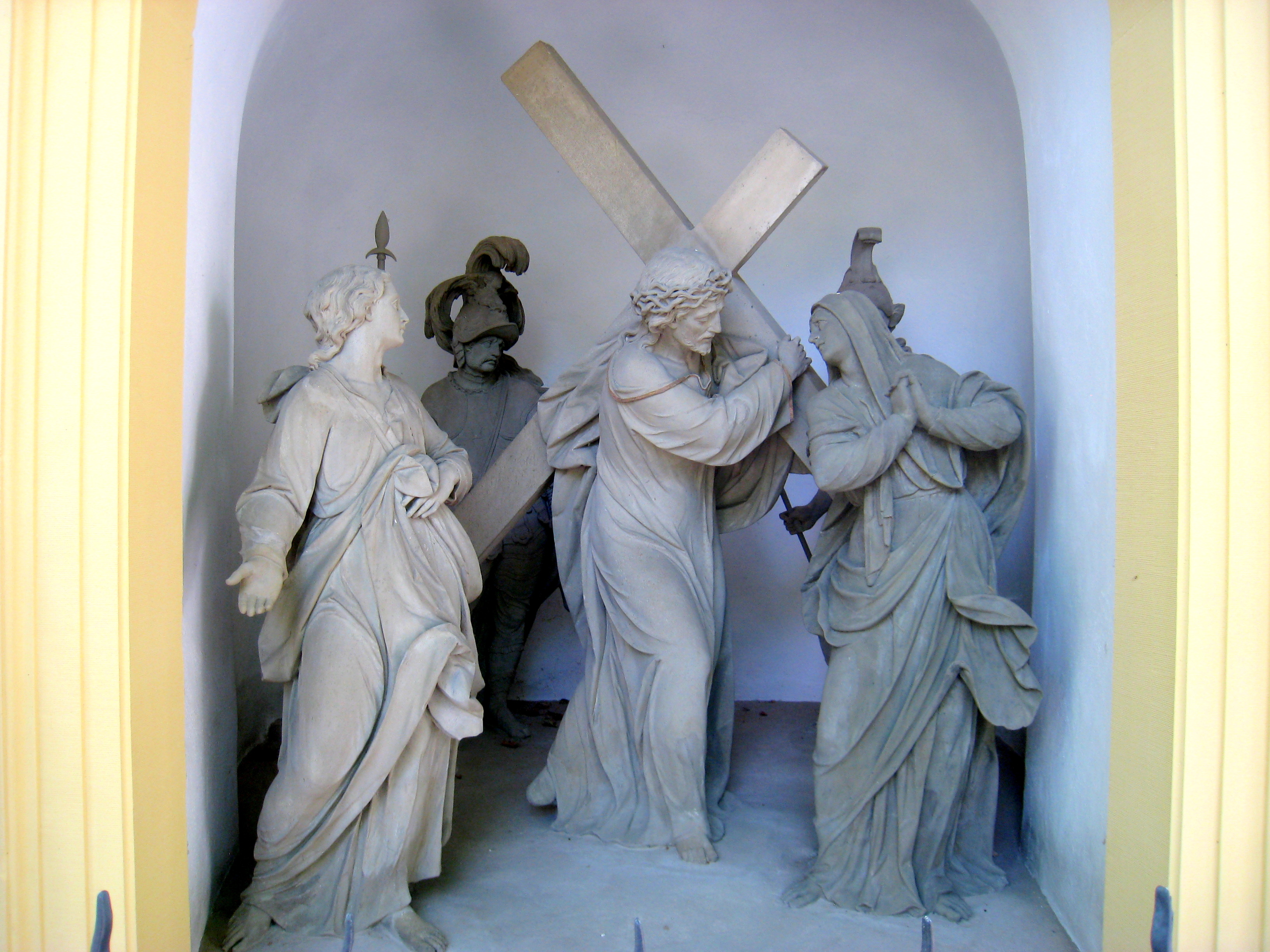
IV. Jesus begegnet seiner betrübten Mutter
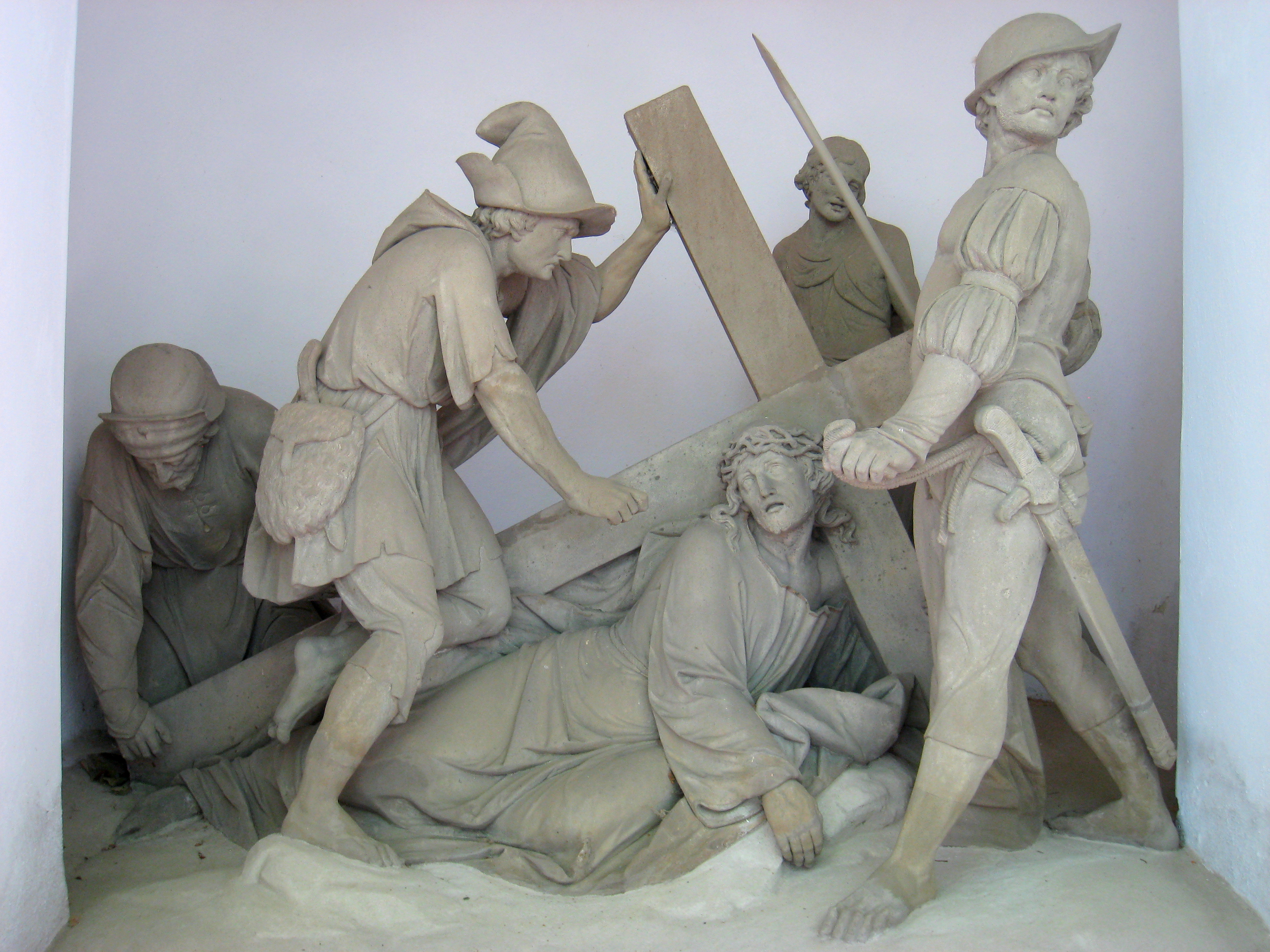
VII. Jesus fällt zum zweiten Mal unter dem Kreuze
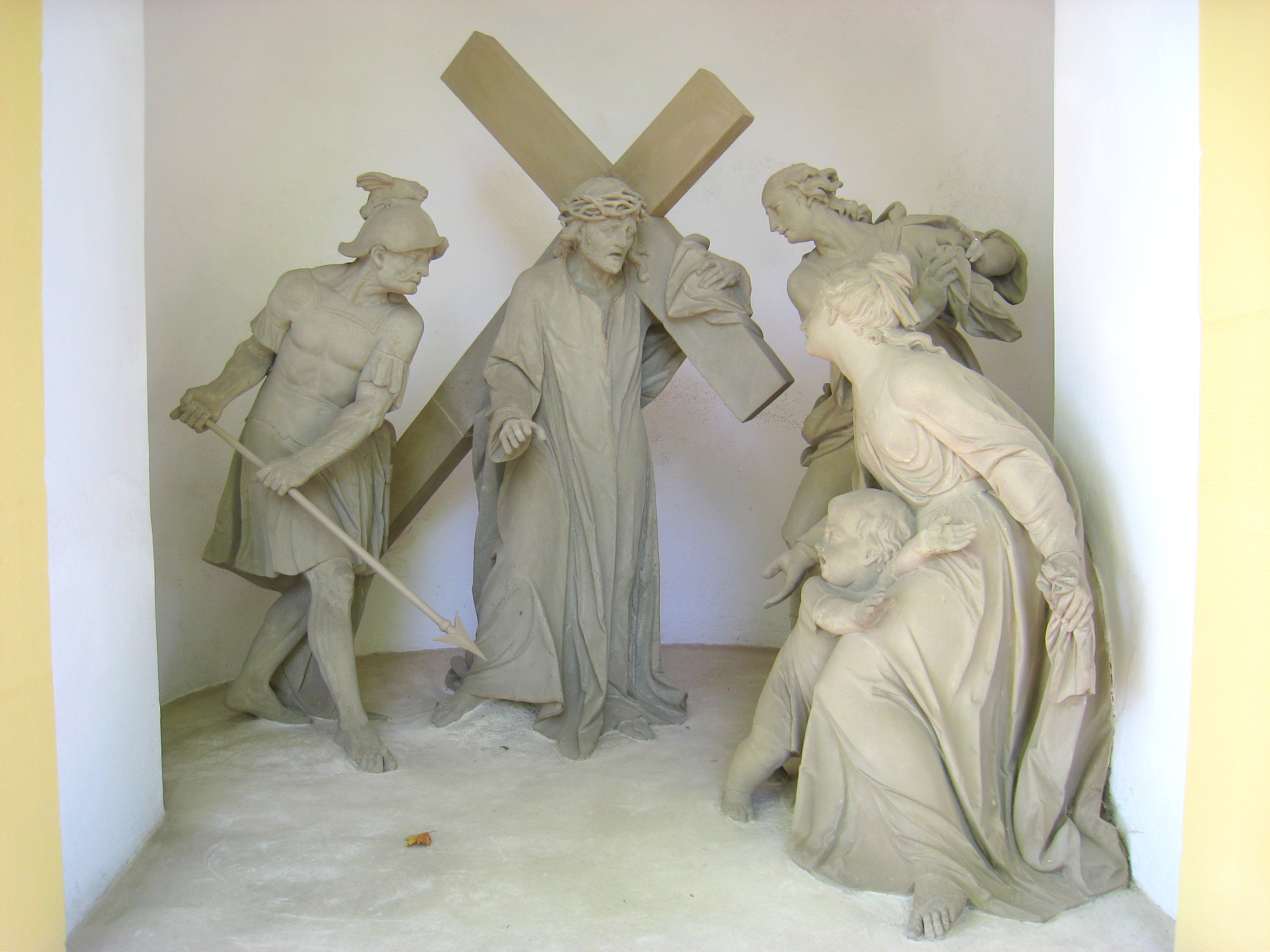
VIII. Jesus begegnet den weinenden Frauen von Jerusalem
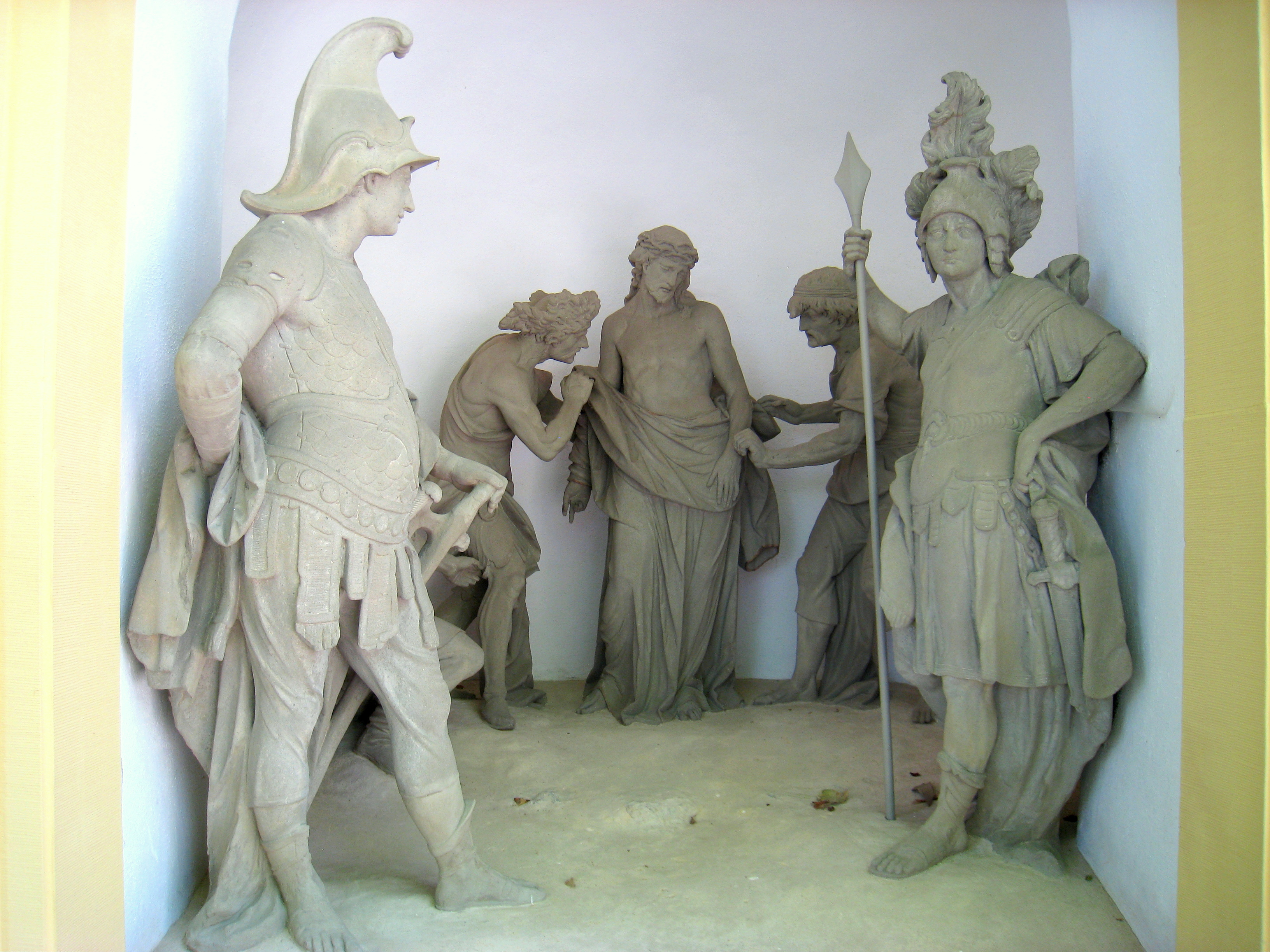
X. Jesus wird seiner Kleider beraubt
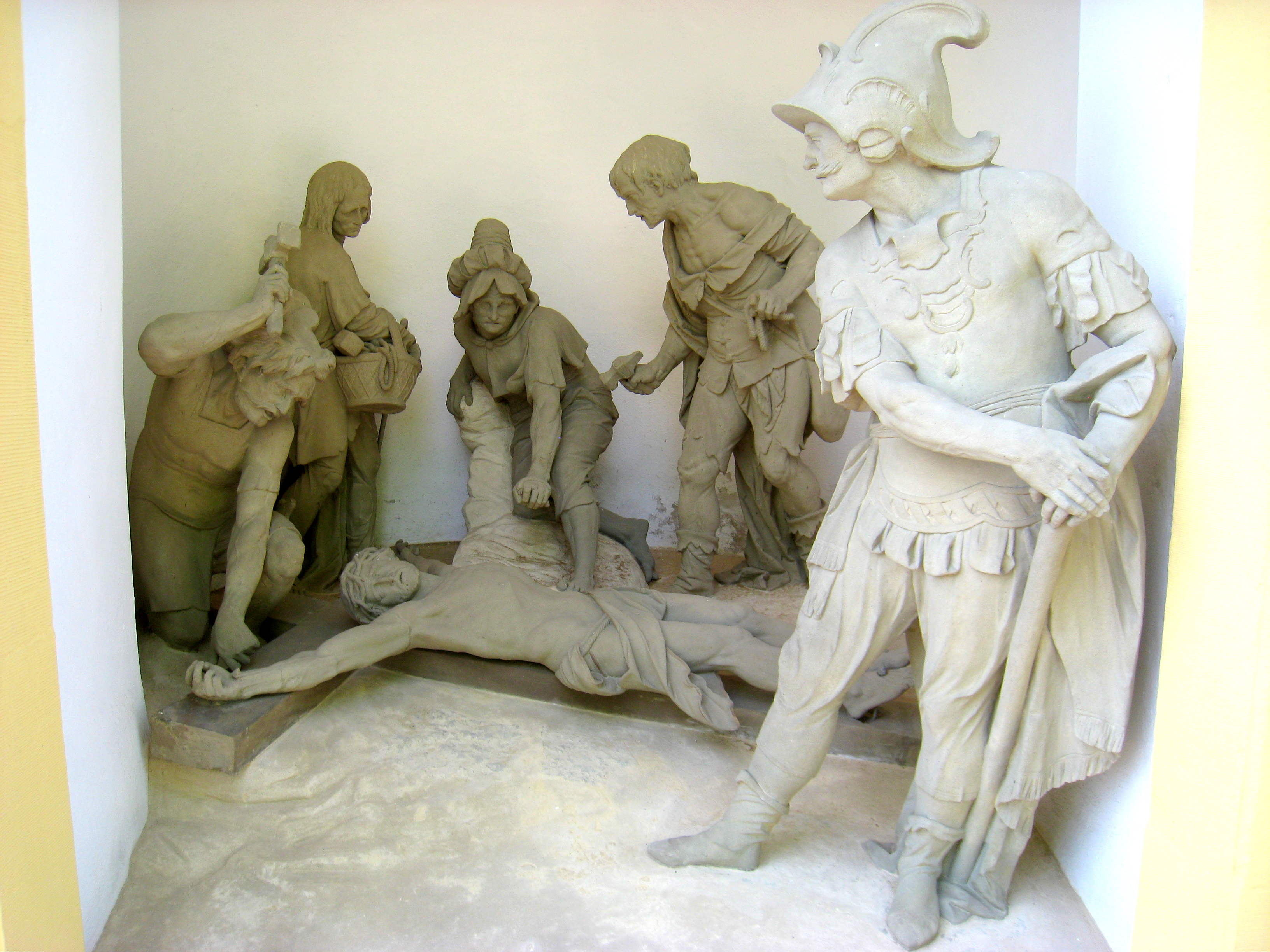
XI. Jesus wird ans Kreuz genagelt
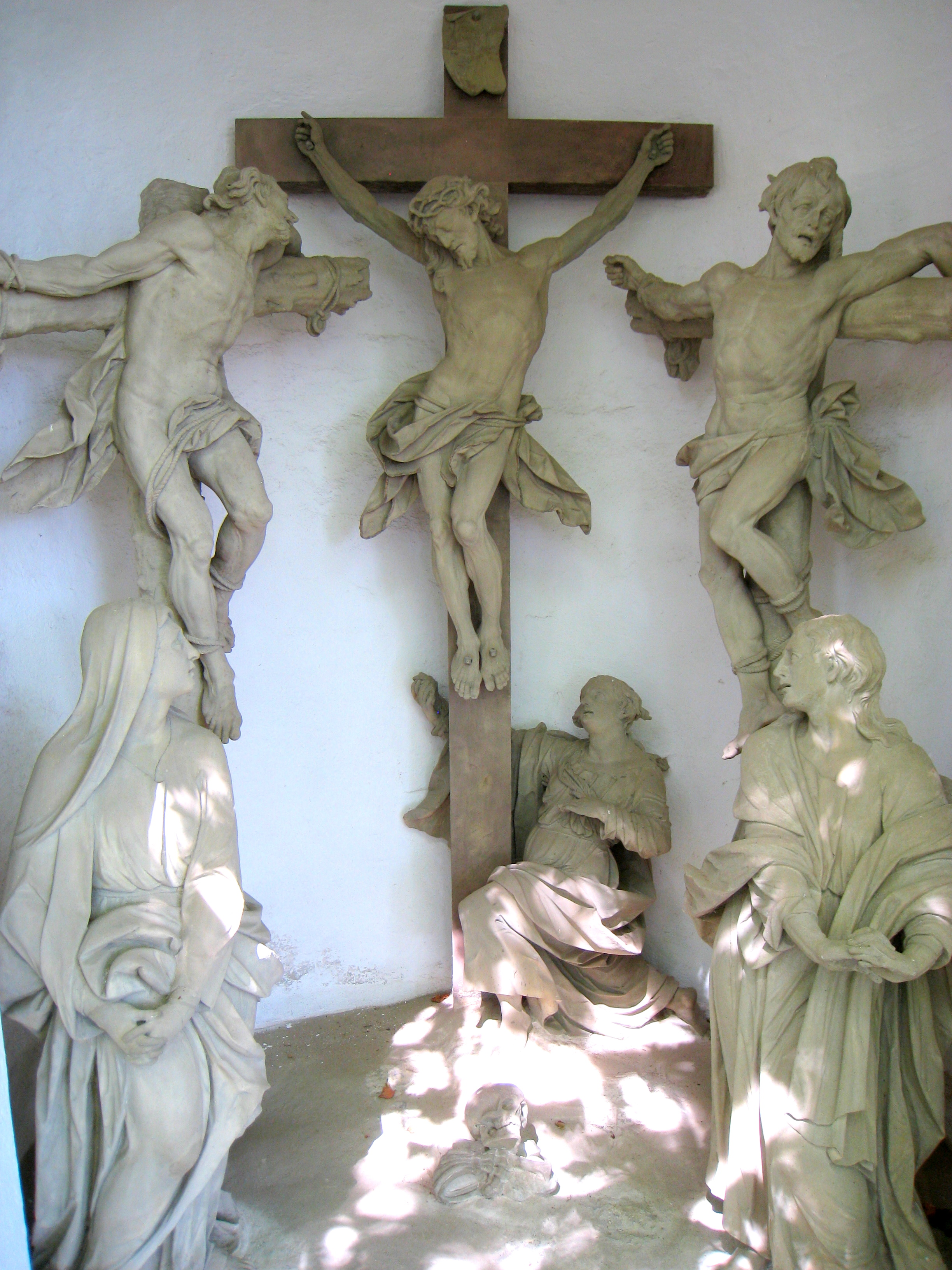
XII. Jesus stirbt am Kreuze
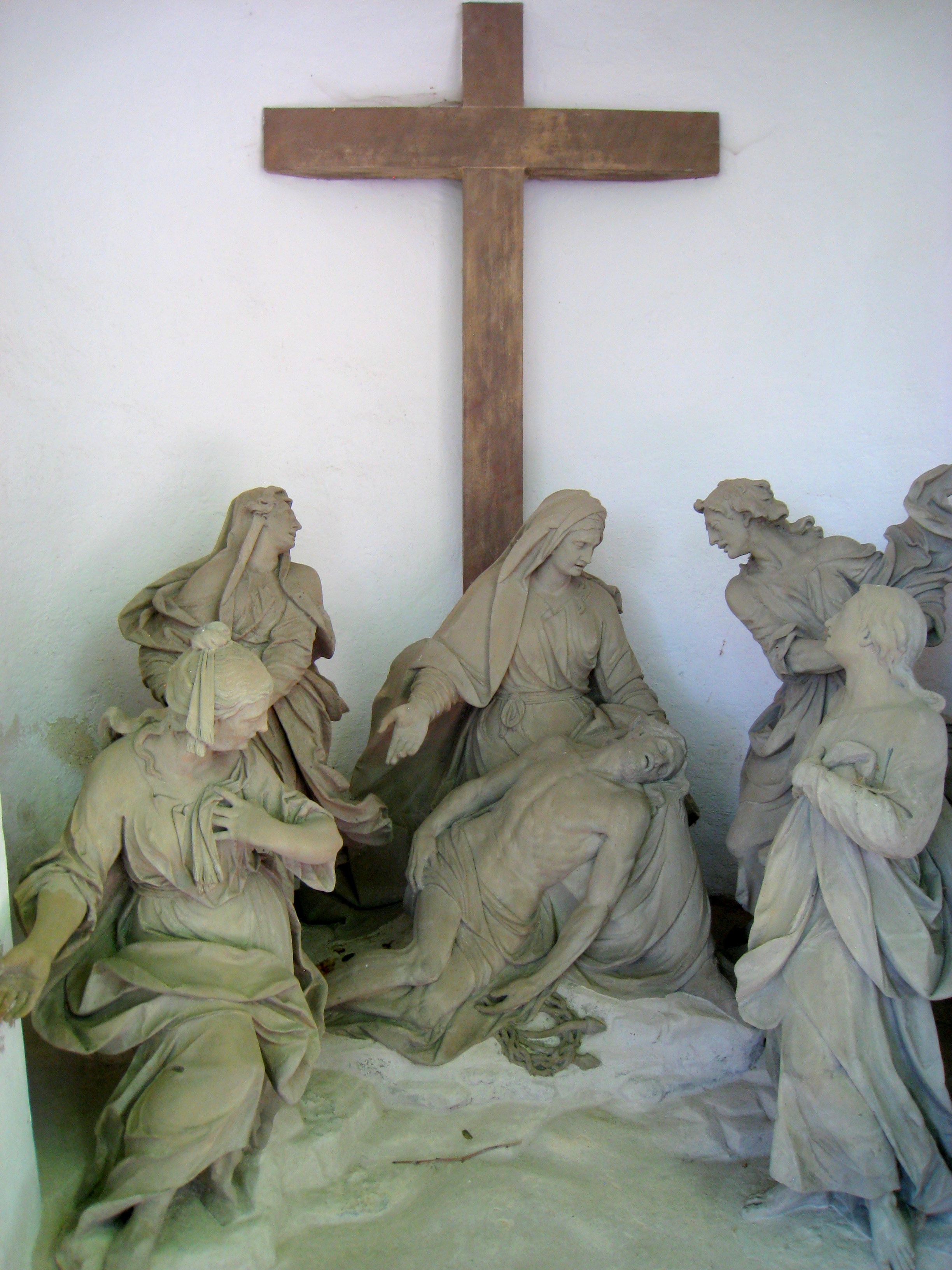
XIII. Der Leichnam Jesu wird vom Kreuze abgenommen